# Thera hospes
Thera hospes är en fjärilsart som beskrevs av Alexander Michailovitsch Djakonov 1955. Thera hospes ingår i släktet Thera och familjen mätare. Inga underarter finns listade i Catalogue of Life.